# Grangärde herrgård

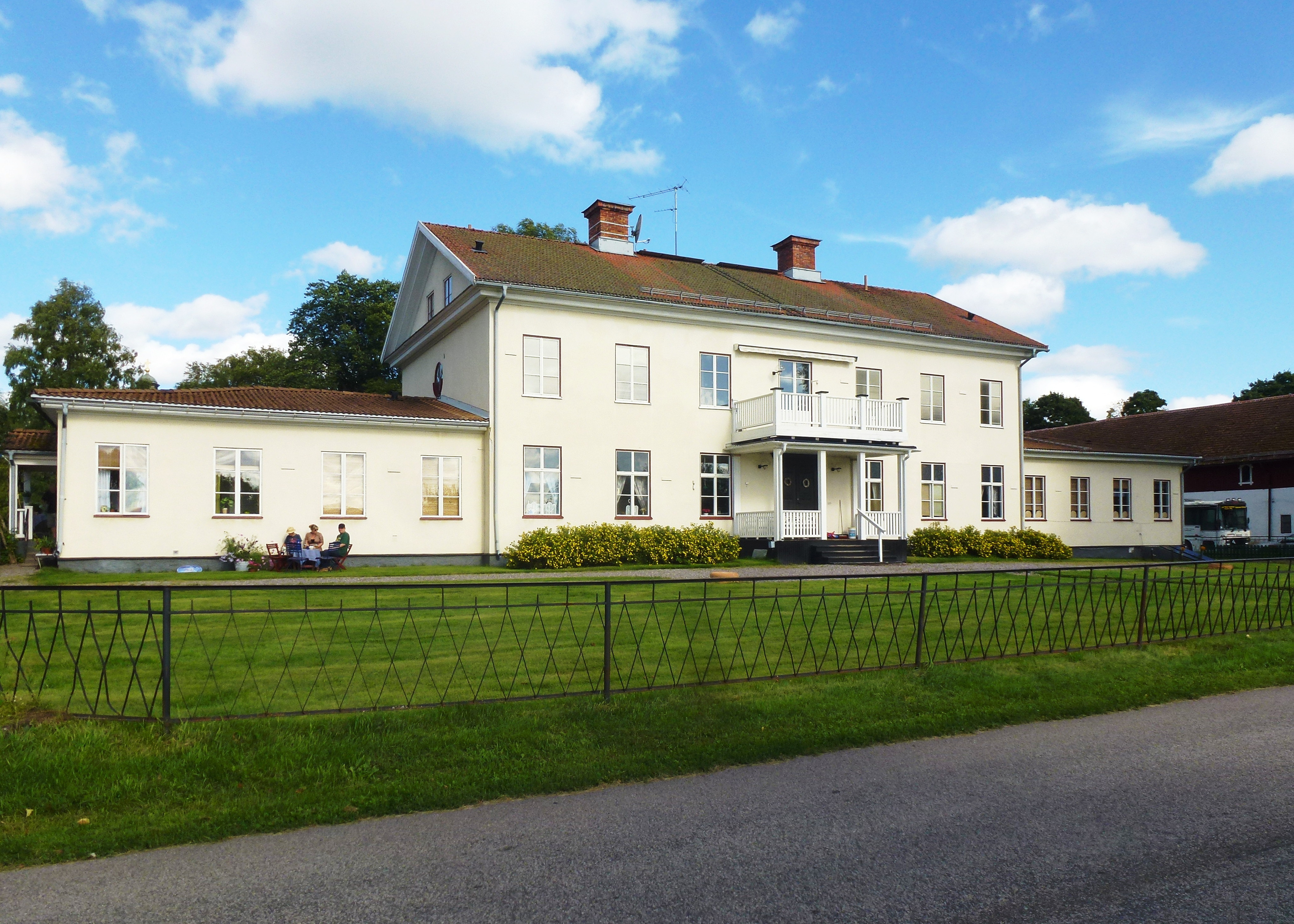
Grangärde herrgård 2013.

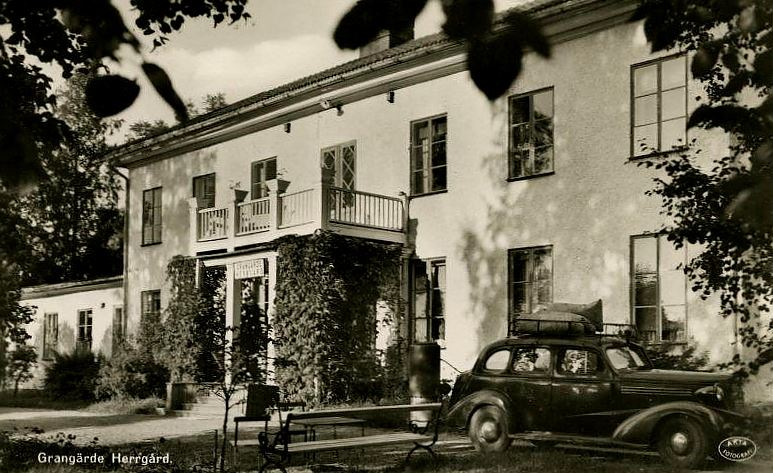
Grangärde herrgård 1925.

Grangärde herrgård, även kallad Bruksgården, ligger i tätorten Grangärde, Ludvika kommun, Dalarnas län. Byggnaden stod färdig år 1792 som förvaltarbostad och kontor för Abäckshyttan (senare Nyhammars bruk). Gårdens historik återspeglar även brukets omväxlande skeenden. Omkring 1930 avyttrade Nyhammars bruk gården med tillhörande lantegendomar. Idag innehåller Grangärde herrgård hyreslägenheter. 

## Historik
Den första herrgården i Grangärde uppfördes under den Öhmanska perioden på Nyhammars bruk. Eftersom Grangärde räknades som huvudort och administrativt centrum för socknen föll det sig självklart att ägarna till bruket i Nyhammar bosatte sig här. Ursprungligen var Bruksgården en envåningsbyggnad uppförd av begagnat timmer.  År 1792 stod gården färdig och nyttjades som brukskontor och förvaltarbostad. Efter ekonomiska svårigheter blev bruket i Nyhammar åter bergsmanägd och Olof Widichsson blev huvudägare till både hytta och gården. Men inte heller han lyckades att reda upp brukets trassliga affärer. På 1850-talet tillbyggdes herrgården mot norr med ett mejeri för den mjölkproduktionen som fanns inom bruket. 
År 1855 lät Nyhammars bruk uppföra en ny förvaltningsbyggnad i anslutning till hyttan – Nyhammars herrgård. I och med nybyggnaden i Nyhammar flyttades även vissa järnbaserade delar av administrationen från Grangärde herrgård. I Grangärde samlades istället brukets lantbruksrörelse och gården byggdes till mot syd. På 1930-talet förvärvade brukets inspektor hela lantbruksrörelsen. Han behöll djurbesättningen och mjölkproduktionen samt mejerirörelsen under några år, men avvecklade sedan hela verksamheten. Från egendomen avstyckades bostadstomter  och själva herrgården byggdes om till pensionat.  
Omkring 1945 köpte försäkringsbolaget Hansa  gården att användas för evakueringsändamål i händelse av krig. Det blev dock aldrig aktuellt. Under Hansas tid var herrgården fortsatt pensionat och mellan 1959 och 1984 en kommunal yrkesskola. Efter 1986 hyrde försäkringsbolaget ut delar av huset som var ombyggda till lägenheter. År 1987 tillträdde en privat ägare som lär ombyggda gården till moderna hyreslägenheter. Herrgården består i dag av fem lägenheter bestående av 22 rum med en total bostadsarea av 685 m². Tillsammans med Grangärde kyrkby ingår gården i Ekomuseum Bergslagen.